# Pachyiulus aternanus
Pachyiulus aternanus är en mångfotingart som beskrevs av Karl Wilhelm Verhoeff 1930. Pachyiulus aternanus ingår i släktet Pachyiulus och familjen kejsardubbelfotingar. Inga underarter finns listade i Catalogue of Life.